# جون إيريك هولمز
جون إيريك هولمز (بالإنجليزية: John Eric Holmes)‏‏ (16 فبراير 1930 في داكوتا الجنوبية - 20 مارس 2010 )؛ كاتب، وروائي، وكاتب خيال علمي، ومصمم لعب تقمص أدوار من الولايات المتحدة.